# Turbay T-3

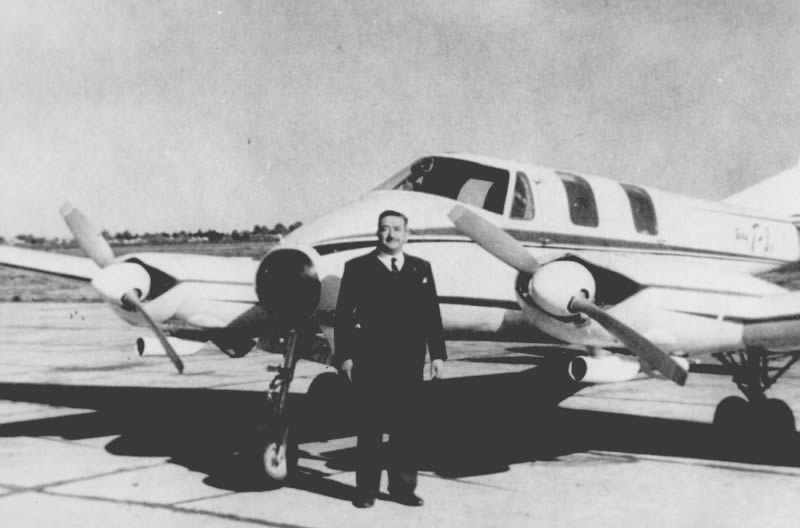
Альфредо Турбай на фоне T-3A

Турбай Т-3 (исп. Turbay T-3) — аргентинский лёгкий двухмоторный самолёт общего назначения, моноплан с шестиместной кабиной. Разработан аргентинским инженером Альфредо Турбай.

## История
Первым самолётом, представленным апреле 1943, аргентинским инженером был лёгкий моноплан T-1 Tucán. Производство Туканов было налажено на заводе Sfreddo y Paolini, но после выпуска шести самолётов фирма была национализирована правительством. В декабре 1964 был представлен лёгкий шестиместный транспортный T-3. В январе следующего года была основана фирма Turbay S.A для производства улучшенной модели — Turbay T-3B, а также Turbay T-4, но производство так и не было налажено.

## Конструкция
Представлял собой цельнометаллический моноплан с низким крылом и трёхколёсным шасси. На самолёт устанавливались двигатели Jacobs мощностью 245 л.с., на более позднюю модель два Lycoming (180 л.с.).
8 декабря 1964 года самолёт с регистрационным номером LV-X24 совершил первый полёт. Пилотировал Turbay T-3 Альфредо Турбай.
Из-за отсутствия денежных средств, а также дороговизны самолёта в производстве, дальнейшие работы по программе свернули.

## Лётно-технические характеристики
Источник данных: Jane's All The World's Aircraft 1966–67 и Die Flugzeuge von Embraer

Технические характеристики
- Экипаж: 1
- Пассажировместимость: 6
- Длина: 9,40 м
- Размах крыла: 13,52 м
- Высота: 3,60 м
- Площадь крыла: 24,08 м2
- Профиль крыла: NACA 23024 (NACA 4412 на конце)
- Масса пустого: 1022 кг
- Максимальная взлётная масса: 1860 кг
- Силовая установка: 2 × ПД Lycoming O-360-A1D
- Мощность двигателей: 2 × 180 л.с.

Лётные характеристики
- Максимально допустимая скорость: 342 км/ч
- Максимальная скорость: 318 км/ч
- Крейсерская скорость: 230 км/ч
- Скорость сваливания: 85,4 км/ч
- Практическая дальность: 1300 км
- Перегоночная дальность: 1840 км
- Практический потолок: 7600 м
- Скороподъёмность: 6,6 м/с
- Длина разбега: 225 м
- Длина пробега: 180 м